# آیشبرگ، اشتایرمارک
آیشبرگ (به آلمانی: Eichberg) یک منطقهٔ مسکونی در اتریش است که در هارتبرگ فورستنفلد واقع شده‌است. آیشبرگ ۱۸٫۴۷ کیلومتر مربع مساحت دارد ۵۷۸ متر بالاتر از سطح دریا واقع شده‌است.